# Artabannes
Artabannes (auch Arrabannes; † 370 n. Chr.) war ein armenischer Feldherr und Politiker.

## Leben
Artabannes war ein Feldherr des armenischen Königs Arschak II. Er floh zum persischen Großkönig Schapur II. und wurde, nachdem sein früherer Herr von diesen ermordet worden war, gemeinsam mit dem Eunuchen Kylakes zum Statthalter von Armenien eingesetzt. Schapur II. übertrug den beiden Überläufern die völlige Unterwerfung ihres Heimatlandes. Artabannes und Kylakes belagerten daraufhin Pharandzem und Pap, die Witwe und den jungen Sohn des toten Königs, in der festen Stadt Artogerassa (griechisch Artaxata, nahe dem heutigen Artaschat). Als die Belagerung aber bis in den Winter hinein erfolglos blieb, setzten sie sich heimlich mit der armenischen Königinwitwe in Verbindung. Sie ließen sich von ihr dazu bewegen, das ihnen anvertraute persische Heer zu verraten, das sie nach Verabredung durch einen nächtlichen Ausfall niedermachen ließen.
Pap floh 368 n. Chr. auf Rat seiner Mutter zu den Römern und wurde von Kaiser Valens freundlich aufgenommen. Unterdessen regierten Artabannes und Kylakes gemeinsam mit der Königinwitwe Armenien, ersuchten aber bald Kaiser Valens durch Gesandte, dass Pap als neuer König inthronisiert werde. Pap wurde vom römischen Feldherrn Terentius nach Armenien zurückgeführt und in sein Reich, aber ohne den Königstitel, eingesetzt. In seinem Namen regierten weiterhin Artabannes und Kylakes. Sie mussten bald mit ihm vor einem neuerlichen Einfall der Perser in die Berge flüchten und sich dort fünf Monate verborgen halten, kehrten aber 370 n. Chr. nach dem Abzug der feindlichen Streitkräfte wieder zurück und erhielten jetzt auch römische Unterstützung. Da gelang es Schapur II., durch heimliche Botschaften Pap für ein Bündnis mit den Persern zu gewinnen und gegen seine übermächtigen Minister aufzuhetzen. Pap ließ diese heimtückisch ermorden und übersandte ihre Köpfe dem Perserkönig.